# Sydligt kalkklotter
Sydligt kalkklotter (Opegrapha mougeotii) är en lavart som beskrevs av Abramo Bartolommeo Massalongo. Sydligt kalkklotter ingår i släktet Opegrapha, och familjen Roccellaceae. Arten är reproducerande i Sverige.